# Douwe Elias
Douwe Elias Kamstra (Leeuwarden, 19 oktober 1952) is een Nederlandse kunstschilder die werkt in de stijl van het noordelijk realisme. Elias schildert min of meer realistisch in romantische stijl.

## Biografie
Douwe Elias volgde zijn opleiding van 1974-1979 aan de Academie Minerva in Groningen waar hij les kreeg van Matthijs Röling, Jouke Wouda en Jentsje Popma. Hij exposeert vanaf 1990 bij Galerie Mokum (Amsterdam) en vanaf 2009 jaarlijks op de PAN. In 2005 heeft hij in opdracht een portret van de toenmalige koningin Beatrix gemaakt voor het stadhuis in Leeuwarden. Zij heeft voor de schilder geposeerd.
Hij zet zijn werk rechtstreeks op het doek of paneel, hanteert een robuuste, losse verftoets en gebruikt warme, intense kleuren. Als het schilderij enigszins droog is gebruikt hij fijnere penselen. Er ontstaat een sfeerbeeld dat afhankelijk is van de stemming van de schilder. Hij heeft een technische stijl waarbij hij optimaal gebruik maakt van de licht-aanwending en ruimtebehandeling.
Terugkerende onderwerpen zijn: interieurs (o.a. van cafés en restaurants), landschappen, stadsgezichten, naakten, portretten, stillevens en herinneringen uit zijn jeugd. Bekend zijn de schilderijen van de kinderen met een verstandelijke handicap, veelal met het syndroom van Down, die vroeger bij zijn vader op de school voor Buitengewoon Lager Onderwijs zaten. 
De schilder werkt en leeft in pakhuis De Gebroeders in Franeker. Het ooit verdwenen pakhuis is door hem in de oorspronkelijke staat herbouwd.

## Collecties
Zijn werken zijn opgenomen in diverse collecties:
- INGbank
- Nationale Nederlanden
- Fries Museum
- Drents Museum
- Avéro Achmea
- Loyens & Loeff
- Gemeente Leeuwarden (portret Koningin Beatrix)
- Rijksuniversiteit Groningen (professorenportretten)
- Tresoar (portretten winnaars Gysbert Japicxpriis

## Belangrijkste exposities
- 1981 Galerie Van Hulsen, Leeuwarden (1e solo);
- 1992 Museum Princessehof, Leeuwarden;
- 1993 Markiezenhof, Bergen op Zoom;
- 2001 Singer Museum, Laren (met Pieter Pander);
- 2003 Drents Museum, Assen; solo tentoonstelling met uitgave van het boek “ups en Downs”.
- 2004 Museum De Buitenplaats, Eelde;
- 2005 Teheran

Permanente tentoonstelling in eigen galerie Kantoor der Franeker Courante Kunsten, Franeker.

## Publicaties
- Douwe Elias, ISBN 90 6216 278 9 uitg. Van Speijk, Venlo;
- ups & Downs, ISBN 90 400 88241 uitg. Waanders, Zwolle;
- Ware Grootte, uitg. Friese Persboekerij, Leeuwarden.

- Bibliothèque nationale de France: cb15087854b (data)
- Gemeinsame Normdatei: 129312037
- International Standard Name Identifier: 0000 0000 7871 1874
- Library of Congress Control Number: n2002032505
- Nederlandse Thesaurus van Auteursnamen: 073670847
- RKD-Nederlands Instituut voor Kunstgeschiedenis: 25963
- Système universitaire de documentation: 111389992
- Union List of Artist Names: 500137119
- Virtual International Authority File: 53507472
- WorldCat: E39PBJvtb7BKBKX8hf94T8hfv3